# Monika Reck
Monika Reck (* um 1948) ist eine deutsche Filmredakteurin und Regieassistentin.

## Leben und Wirken
Monika Reck war seit etwa 1973 beim Fernsehen der DDR als Regieassistentin tätig, danach beim DEFA-Studio für Spielfilme.
Etwa seit 1978 arbeitete sie für die Staatliche Filmdokumentation als Filmredakteurin und produzierte einige Filme, die auch im Fernsehen gezeigt wurden. Sie blieb dort bis zu deren Auflösung im Jahre 1984.

## Filmografie
Regieassistentin
- 1973 Wolz – Leben und Verklärung eines deutschen Anarchisten
- 1974 Tod am Mississippi, Fernsehen der DDR[2]

- 1976 Mann gegen Mann, DEFA-Studio für Spielfilme[3]

Filmredakteurin
- 1979 Lebens- und Wohnverhältnisse. Einrichtung einer Wohnung (zum Projekt Berlin-Totale)[4][5]
- 1979 Künstler in Berlin. Genia Lapuhs
- 1979 Die Alten in der Stadt. Goldene Hochzeit
- 1979 Die Alten in der Stadt. Der Garten als Hobby
- 1979 Wohnkultur. Studenten-Wohnung
- 1980 Wohnkultur. Angestellten-Wohnung
- 1981 Die Alten in der Stadt. Hauswirtschaftspflege
- 1984 VEB Elektrokohle. Brigade „Fritz Heckert“. Sequenzen einer Umgestaltung
- 1984 FIAF-Sommerschule

## Veröffentlichungen
- „Ich hatte versucht, am Sozialismus zu rütteln“. Briefe. In: Anne Barnert (Hrsg.): Filme für die Zukunft. Die Staatliche Filmdokumentation am Filmarchiv der DDR. Neofelis, Berlin 2015. S. 287–301, mit autobiographischen Angaben